# Юшки (Киевская область)
Юшки (укр. Юшки) — село, входит в Кагарлыкский район Киевской области Украины.
Население по переписи 2001 года составляло 169 человек. Почтовый индекс — 09211. Телефонный код — 4573. Занимает площадь 2,656 км². Код КОАТУУ — 3222282802.

## Местный совет
09261, Київська обл., Кагарлицький р-н, с.Гребені, вул.Київська